# Guilmi
Guilmi è un comune italiano di 442 abitanti della provincia di Chieti in Abruzzo, ed è sede dell'unione dei comuni del Sinello.

## Geografia fisica
Il paese è sito su un colle ad elevata quota nella valle del Sinello.
La superficie del paese si estende per 12,56 km² e si trova ad oltre 670 m s.l.m. L'altezza massima è di 674 m s.l.m., quella minima è di 265 m s.l.m. L'escursione altimetrica è di 409 metri.

## Storia
Le prime notizie storiche del paese si hanno nell'XI secolo quando era sotto il dominio del monastero di Santo Stefano.
Citato per la prima volta nel 1012, quando la chiesa di S. Marco fu donata al monastero di S. Stefano da Trasmondo II, Conte di Chieti.
Nelle epoche successive passò dai Caldora ai d'Avalos, cui appartenne nel XVIII secolo.

### Simboli
Lo stemma comunale e il gonfalone sono stati concessi con decreto del presidente della Repubblica del 24 marzo 1994.
Il gonfalone è un drappo partito di bianco e di rosso.

## Monumenti e luoghi d'interesse
La chiesa dell'Immacolata
È sita in Via Chiesa, nella parte più alta del centro storico. È stata costruita antecedentemente al 1568 con trasformazioni nel XVIII secolo. La facciata è suddivisa in due livelli da una cornice marcapiano con rivestimento in cemento. Il portale in pietra è in stile barocco. Una dicitura posta sull'architrave cita il 1767 come completamento della chiesa. Nel 1817 furono fatti dei restauri da Vincenzo Ferrer di Pescopennataro. Il campanile è in pietra con pianta quadrangolare, suddiviso in più livelli da cornici marcapiano. Nel 1861 il campanile fungeva anche da bastione difensivo contro i briganti. L'interno è a navata unica con volta a botte e lunetta. Sopra l'ingresso principale, sorretta da colonne, vi è una cantoria in cui vi è un organo ligneo attribuito a Francesco D'Onofrio. La cassa è vivacemente decorata, il prospetto è suddiviso in tre parti da paraste con motivi vegetali ed al centro vi sono delle teste di cherubini.
Resti della chiesa di San Marco
Sono siti in località Colle San Marco. La chiesa risale al 1012. Nel 1568 in una visita dell'allora vescovo si narra di una chiesa di San Mario. Nel XIV secolo viene citata più volte. Oggi ne rimangono solo dei ruderi di muri.
Palazzo Lizzi
Antico palazzo sul fianco della chiesa parrocchiale, ben visibile nella mole anche se molto modificato rispetto all'aspetto originale da successivi lavori.
I tipici vicoli
Caratterizzano anche molti altri paesi nella provincia di Chieti.

## Cultura

### Musei
- Museo permanente della civiltà contadina, museo etnografico e fotografico, in Via Torrione 1

### Cucina
- Ventricina di Guilmi

### Eventi
- GAP. GuilmiArtProject. Dal 2007 Guilmi ospita residenze per artisti per produrre opere in dialogo con il territorio e la sua comunità.[9]

## Economia
L'economia è legata soprattutto all'agricoltura ed all'allevamento: molto nota è la produzione di salumi insaccati e della ventricina.
- Industrie: 41 Addetti: 7 Percentuale sul totale: 7,87%
- Servizi: 12 Addetti: 23 Percentuale sul totale: 25,84%
- Amministrazione: 4 Addetti: 37 Percentuale sul totale: 41,57%
- Altro: 9 Addetti: 22 Percentuale sul totale: 24,72%

## Società

### Evoluzione demografica
Abitanti censiti

Anagrafe e Statistica: Densità abitativa: 40,00 abitanti per chilometro quadrato. Popolazione al 1991: 660 abitanti - Popolazione al 2001: 520 abitanti Variazione percentuale: -21,21%. Famiglie: 226. Media per nucleo familiare: 2,30 componenti.

## Amministrazione
| Periodo           | Periodo           | Primo cittadino       | Partito                                                                      | Carica                  | Note          |
| ----------------- | ----------------- | --------------------- | ---------------------------------------------------------------------------- | ----------------------- | ------------- |
| 23 aprile 1995    | 27 gennaio 1996   | Amedeo Chiantera      | Lista civica di Centro-destra                                                | Sindaco                 | [ 11 ]        |
| 28 gennaio 1996   | 9 giugno 1996     | Luciano Conti         |                                                                              | Commissario prefettizio | [ 12 ]        |
| 10 giugno 1996    | 3 aprile 2005     | Angelo Marino Berardi | Lista civica di Centro-destra (1996-2000) Lista Civica di Centro (2000-2005) | Sindaco                 | [ 13 ] [ 14 ] |
| 4 aprile 2005     | 28 marzo 2010     | Mauro Lizzi           | Lista civica                                                                 | Sindaco                 | [ 15 ]        |
| 29 marzo 2010     | 31 maggio 2015    | Carlo Racciatti       | Lista civica Buongoverno per Guilmi                                          | Sindaco                 | [ 16 ] [ 17 ] |
| 31 maggio 2015    | 20 settembre 2020 | Carlo Racciatti       | Lista civica Buongoverno per Guilmi                                          | Sindaco                 | [ 18 ]        |
| 20 settembre 2020 | in carica         | Carlo Racciatti       | Lista civica Buongoverno per Guilmi                                          | Sindaco                 | [ 18 ]        |